# Hipolit Terlecki
Hipolit Zygmunt Terlecki, prawosławne imię zakonne Włodzimierz (ur. 1806 w Wolicy Dubiskiej na Wołyniu, zm. 1890 w Odessie) – doktor medycyny, teolog katolicki i prawosławny.
Do roku 1822 mieszkał na Wołyniu. Studiował w Liceum Krzemienieckim, a od roku 1827 na wydziale medycznym Uniwersytetu Wiedeńskiego. Stopień doktora medycyny zdobył 30 kwietnia 1833. Ożenił się w 1834, w kolejnym roku owdowiał.
Po śmierci żony pozostawił medycynę i wstąpił do seminarium duchownego, gdzie uzyskał stopień doktora teologii. Założył w Paryżu kolegium unickie. Związał się ze zmartwychwstańcami. W roku 1872 przeprowadził się do Kijowa, przyjął prawosławie oraz śluby zakonne w klasztorze św. Michała. W roku 1874 został kapelanem rodzinnym Demidowów.

### Dzieła
- Rzecz o obrządkach katolickich wschodnich a schyzmie wschodniej, miana w Paryżu, w kościele Wniebowzięc̨ia przez Hippolita Terleckiego
- Słowo Rusina ku wszej braci szczepu słowiańskiego o rzeczach słowiańskich
- Dzieła Hipolita Terleckiego w bibliotece Polona